# Lasius flavus
Lasius flavus là một trong những kiến phổ biến nhất ở Trung Âu, mặc dù nó cũng xảy ra ở châu Á, Bắc Phi và Đông Bắc Mỹ.
Kiến chúa dài 7–9 mm, kiến đực dài 3–4 mm và kiến thợ dài 2–4 mm. Màu sắc của chúng thay đổi từ màu vàng sang màu nâu, với kiến chúa và kiến đực là hơi đậm màu hơn.
Loài này sống chủ yếu dưới lòng đất ở đồng cỏ và rất phổ biến ở thảm cỏ. Các tổ thường có cỏ mọc trùm lên, tuy nhiên, thường tổ của chúng có những ụ đất nhỏ vươn lên trên cỏ. Chúng cũng làm tổ dưới những tảng đá lớn hoặc các tấm bê tông. Loài kiến này ăn mật ngọt từ rệp gốc, mà chúng sinh sản trong tổ của chúng. Trong suốt mùa đông, bản thân các con rệp bị kiến ăn.